# Temporada 1997 de la WNBA
La Temporada 1997 de la WNBA fue la primera en la historia de la Women's National Basketball Association. Se puso en marcha con ocho franquicias: Charlotte Sting, Cleveland Rockers, Houston Comets, Los Angeles Sparks, New York Liberty, Phoenix Mercury, Sacramento Monarchs y las Utah Starzz. El partido inaugural lo disputaron las New York Liberty y Los Angeles Sparks en The Forum, perdiendo el equipo local ante las Liberty pot 57-67 ante 14.284 espectadores.

## Clasificaciones

### Conferencia Este
| Conferencia Este    | G  | P  | PCT  | Conf. | PD  |
| ------------------- | -- | -- | ---- | ----- | --- |
| Houston Comets x    | 18 | 10 | .643 | 6–6   | –   |
| New York Liberty x  | 17 | 11 | .607 | 8–4   | 1.0 |
| Charlotte Sting x   | 15 | 13 | .536 | 5–7   | 3.0 |
| Cleveland Rockers o | 15 | 13 | .536 | 5–7   | 3.0 |

### Conferencia Oeste
| Conferencia Oeste     | G  | P  | PCT  | Conf. | PD  |
| --------------------- | -- | -- | ---- | ----- | --- |
| Phoenix Mercury x     | 16 | 12 | .571 | 9–3   | –   |
| Los Angeles Sparks o  | 14 | 14 | .500 | 8–4   | 2.0 |
| Sacramento Monarchs o | 10 | 18 | .357 | 4–8   | 6.0 |
| Utah Starzz o         | 7  | 21 | .250 | 3–9   | 9.0 |

## Galardones de la temporada
| Galardón                                      | Ganadora            | Equipo             |
| --------------------------------------------- | ------------------- | ------------------ |
| MVP de las Finales de la WNBA                 | Cynthia Cooper      | Houston Comets     |
| MVP de la Temporada de la WNBA                | Cynthia Cooper      | Houston Comets     |
| Mejor Defensora de la WNBA                    | Teresa Weatherspoon | New York Liberty   |
| Peak Performers de la WNBA                    | Andrea Congreaves   | Charlotte Sting    |
| Peak Performers de la WNBA                    | Haixia Zheng        | Los Angeles Sparks |
| Premio a la Jugadora Más Deportiva de la WNBA | Haixia Zheng        | Los Angeles Sparks |
| Entrenador del Año de la WNBA                 | Van Chancellor      | Houston Comets     |

## Playoffs
Al haber sólo ocho equipos en la liga, para los playoffs se clasificaron los cuatro equipos con mejores coeficientes de victorias, independientemente de su conferencia. Houston estaba en 1997 en la Conferencia Este, por lo que dos equipos de la misma conferencia disputaron la final.
|  | Semifinales de la WNBA Partido único | Semifinales de la WNBA Partido único | Semifinales de la WNBA Partido único |          |    | Final de la WNBA Partido único | Final de la WNBA Partido único | Final de la WNBA Partido único |  |
|  |                                      |                                      |                                      |          |    |                                |                                |                                |  |
|  |                                      |                                      |                                      |          |    |                                |                                |                                |  |
|  | E1                                   | Houston                              | 70                                   |          |    |                                |                                |                                |  |
|  | E1                                   | Houston                              | 70                                   |          |    |                                |                                |                                |  |
|  | E3                                   | Charlotte                            | 54                                   |          |    |                                |                                |                                |  |
|  | E3                                   | Charlotte                            | 54                                   |          | E1 | Houston                        | 65                             |                                |  |
|  |                                      |                                      |                                      |          | E1 | Houston                        | 65                             |                                |  |
|  |                                      |                                      | E2                                   | New York | 51 |                                |                                |                                |  |
|  | W1                                   | Phoenix                              | E2                                   | New York | 51 | 41                             |                                |                                |  |
|  | W1                                   | Phoenix                              |                                      |          |    | 41                             |                                |                                |  |
|  | E2                                   | New York                             | 59                                   |          |    |                                |                                |                                |  |
|  | E2                                   | New York                             | 59                                   |          |    |                                |                                |                                |  |
|  |                                      |                                      |                                      |          |    |                                |                                |                                |  |

### Final
| 30 de agosto | New York Liberty                                        | 51–65                              | Houston Comets                                   | |  |
| 7:00pm       | Marcador por tiempos: 24–28, 27–37                      | Marcador por tiempos: 24–28, 27–37 | Marcador por tiempos: 24–28, 27–37               | |  |
|              | Estadísticas Hampton (13) Hampton (13) Weatherspoon (5) | Reporte Pts Reb Asts               | Estadísticas Cooper (25) Jackson (11) Cooper (4) | Pabellón: Compaq Center, Houston Asistencia: 16,285 espectadores Árbitros: - Bell - Courteau - Palmer Televisión: NBC |  |